# 4891 Блаґа
4891 Блаґа (4891 Blaga) — астероїд головного поясу, відкритий 4 квітня 1984 року.
Тіссеранів параметр щодо Юпітера — 3,200.